# Flandria illustrata

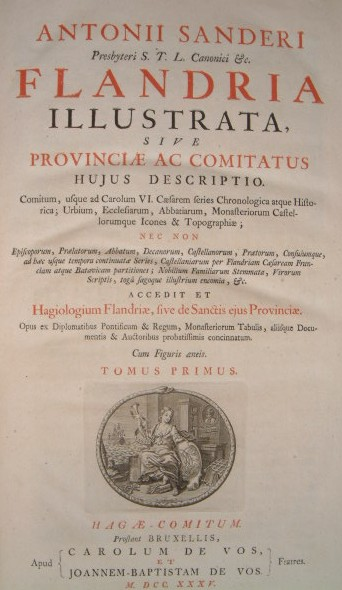
De titelpagina van de tweede oplage van de tweede uitgave van Flandria Illustrata uit 1735.

Flandria illustrata is een historiografisch en cartografisch werk uit 1641 van de Vlaamse kanunnik Antonius Sanderus. Het bevat voornamelijk beschrijvingen van de steden en dorpen van het voormalige graafschap Vlaanderen, naast een beschrijving van zijn graven en bisschoppen. Vaak werd ook een kaart of tekening van een stad of dorp toegevoegd. Het werk kende verschillende heruitgaven en werd in 1735 ook in het Nederlands uitgegeven onder de titel Verheerlykt Vlaandre. Vandaag de dag wordt de tekst van Flandria illustrata als weinig objectief beschouwd en vooral vanwege de prachtige kaarten en tekeningen gewaardeerd.

## Ontstaan

### Sanderus' voorgangers
Zelf vermeldt Sanderus in zijn Apologidion als grootste inspiratiebron voor zijn Flandria illustrata het werk Theatrum sive Hollandiae comitatus et urbium nova descriptio van Marcus Zuerius Boxhornius (Nl. Boxhorn), dat in 1632 uitgegeven was bij de Amsterdamse uitgever en graveur Henricus Hondius. Daarmee sloot Sanderus zich aan bij de heropbloei van de geschiedschrijving en cartografie die sinds 16e eeuw aan de gang was. Het was niet alleen Sanderus' doel zijn voorgangers aan te vullen maar ook deze te overtreffen, zowel qua volledigheid als qua kwaliteit.

### Publicatie
Het schrijven en publiceren van Flandria illustrata liep niet meteen van een leien dakje. Nadat Sanderus het plan had opgevat om Flandria illustrata te schrijven, nam hij contact op met de Noord-Nederlandse uitgever Henricus Hondius, die ook het voornoemd werk van Boxhorn uitgegeven had. Al zijn contacten met deze verliepen langs een tussenpersoon, Johannes D'Hondt, een neef van Henricus en bovendien een kennis van de familie Sanderus. Er was echter een belangrijk probleem: als Noord-Nederlander was Henricus Hondius een protestant. De katholieke Kerk had de gewoonte om boeken uitgegeven in een protestants land, zeker die met enige religieuze inslag, zonder meer op de Index te plaatsen. Dit zou niet alleen tot gevolg hebben dat het boek in Vlaanderen bijna onverkrijgbaar zou zijn, maar zou Sanderus, nota bene een kanunnik, in een slecht daglicht plaatsen. De Hollandse uitgevers hadden echter al oplossing voor de dit probleem gevonden: het boek werd gedrukt in de Nederlandse drukkerij, maar onder de naam van een katholieke, Keulse uitgever.
Vanaf 1632 begon Sanderus met de eerste onderzoekingen voor zijn werk. In 1634 sloot hij een contract met Hondius af. Hierin werden vier delen vooropgesteld. Na enige tijd ontstonden echter spanningen tussen Sanderus en Henricus Hondius: deze laatste was begonnen aan zijn werk met de gegevens die hij reeds gekregen had, maar moest dit voortdurend stopzetten omdat een aantal artikel en tekeningen steeds achterwege bleven. Hondius zelf bleef ook niet vrij van schuld: verschillende tekeningen en kaarten stuurde hij zonder goede reden ter verbetering terug, terwijl hij de door Sanderus voorgestelde correcties niet altijd uitvoerde. Hondius was de situatie in 1641 zo grondig beu dat hij de publicatie van Flandria illustrata zonder medeweten van Sanderus of zijn neef Johannes doorverkocht aan zijn concurrent, de gebroeders Blaeu.
Inmiddels was de publicatie toch al vrij goed gevorderd. Hoewel de oorspronkelijk vooropgestelde datum Pasen 1637 was, werd de publicatie van het eerste deel in april 1641 toch afgerond.